# Химерне сяйво
«Химерне сяйво» — роман британського письменника у жанрі фентезі - Террі Пратчетта, друга книга у серії творів про Дискосвіт і друга книга у циклі Ринсвінд (наступна після роману Колір магії). Роман є основним продовженням пригод "чарівника-невдахи" Ринсвінда та його товариша і першого на Диску туриста Двоцвіта. Вперше опублікований 2 липня 1986 року у видавництві Victor Gollancz. У 2018 книгу перекладено на українську мову Видавництвом Старого Лева.. Назву роману "The Light Fantastic" походить від фрази в поемі Джона Мільтона "L`Allegro"(1631), в якій поет просить німфу привести на землю сміх, жарти і усміхи.

## Сюжет
Історія книги починається незабаром після закінчення «Кольору магії», а саме з того моменту коли чарівник Ринсвінд та його товариш Двоцвіт разом з Багажем на ніжках падають з Узбіччя Дискосвіту. Вони рятуються, коли Октаво, (найпотужніша книга магії у світі), коригує реальність, щоб запобігти втраті однієї з восьми заклинань, яка прожила в голові Ринсвінда з моменту вигнання з Невидної академії: Ринсвінд, Двоцвіт і Багаж опиняються у Скундському лісі. Тим часом чаклуни Анк-Морпорка використовують обряд Ашк-Енте, щоб викликати Смерть, а крім цього знайти пояснення дій Октаво. Смерть попереджає їх про те, що незабаром Диск знищить величезна червона зірка, якщо не буде прочитано усі вісім заклинань Октаво. Кілька чарівників прямують до Скундського лісу, щоб спробувати схопити Ринсвінда, який перебував з Двоцвітом та Багажем у хатинці з імбирного прянику, що належав відьмі. При появі чарівників, головні герої у цілковитому хаосі, полишають ліс верхи на мітлі відьми, в той час як Великий Магістр Невидної академії Ґелдер Дощевіск помирає, під час спроби отримати заклинання, випадково телепортуючи Багаж. 
Його учень Траймон використовує можливість просунути власні сили, маючи намір отримати вісім заклинань для власного блага. Ринсвінд і Двоцвіт під час небесної подорожі натрапляють на групу друїдів, які зібрали "комп'ютер", сформованого з великих стоячих каменів, і дізнаються про наближення червоної зірки. У той час як Двоцвіт намагається запобігти друїдам принести в жертву молоду жінку на ім'я Бетан, Коен-варвар, пародія на Конана, атакує друїдів. Двоцвіт отруюється під час битви і це змушує Ринсвінда вирушити до оселі Смерті, щоб врятувати його. Ринсвінд разом із Багажем і "туристом" уникає того щоб бути вбитим дочкою Смерті Ізабелл, тікаючи з оселі Смерті. У той же момент Ринсвінд має розмову з Октаво, що застерігає його не дозволити чарівникам Невидної академії заволодіти Восьмим Заклинанням, бо стануться жахливі речі, якщо їх промовити усі разом раніше потрібного часу. 
Ринсвінд і Двоцвіт подорожують з Коеном і Бетан до найближчого міста, де беззубий Коен отримує нові зубні протези. Поки його немає, на Ринсвінда, Двоцвіта та Бетан нападає натовп людей, які вірять, що зірка має намір знищити Диск через присутність магії. Тріо тікає в одну із багатьох крамниць, які продають дивні і зловісні товари, а опісля зникають коли клієнт намагається їх знайти. Існування цих крамниць пояснюється як прокляття чаклунів, що допомагає героям повернутися в Анк-Морпорк телепортуючи з цього місця. Коли червона зірка починає наближатися до Дискосвіту, магія втрачає власну могутність стаючи слабшою, а тим часом чарівник Траймон намагається приборкати сім заклинань, що знаходяться ще в Октаві, тим самим маючи за мету - врятувати світ і набути остаточної могутності та сили. Однак заклинання виявляються занадто сильними для нього, і його розум відкриває можливість появи бридких істот Підземелля.
Ринсвінду та Двоцвіту вдається вбити вже мутованого Траймона, а чарівник-невдаха вголос читає усі вісім заклинань Октаво. Внаслідок цього відбувається космічне вилуплення восьми сфер, що оберталися навколо зірки, з яких на космічний світ з`явилися вісім крихітних черепах, що слідом за могутнім А'Туїном взяли курс у космічний простір, подалі від зірки. Опісля цих подій, книжка "Октаво" падає і її, серед натовпу людей їсть Багаж. Історія завершується прощанням з Двоцвітом, що мав намір повернутися додому. У кінці, турист на згадку про спільні пригоди, подарував Ринсвінду власний Багаж, а чарівник попрямував шляхом до Невидної академії, маючи намір повернутися до ордену чарівників.

## Персонажі
- Ринсвінд - чарівник-невдаха, знавець іноземних мов і головний герой циклу "Ринсвінд", в якому оповідаються його пригоди у Дискосвіті (зазвичай пов`язані з магією та чарівниками). Неодноразово є героєм багатьох творів Пратчетта, маючи за мету висміяти і зламати стереотипи і уявлення про чарівників у творах фентезі, зображуючи Ринсвінда слабким і безсильним супроти могутньої сили зла. Ринсвінда вигнали з Невидної академії - головного центру чарівників у місті Анк-Морпорк, через той факт, що він випадково відкрив одну із наймогутніших книг заклинань Диску - "Октаво". Одне з заклинань втекло до голови чарівника, зруйнувавши будь-які спроби і сподівання невдахи навчитися ремеслу магії. Персонаж вперше з`являється у книзі "Колір Магії" де знайомиться з Двоцвітом вирушаючи у мандри Дискосвітом.
- Двоцвіт - найперший персонаж, разом із Ринсвіндом, що з`являється у книзі "Колір Магії", стаючи першим туристом Дискосвіту і першим володарем чарівного Багажу. Разом із чарівником-невдахою подорожує світом у пошуках пригод і нових знімків фотоапарата з чарівним бісиком.
- Коен Варвар - один із персонажів твору "Химерне Сяйво" і пародія на героя коміксів та фільмів Конана. В минулому один із героїв Дискосвіту та легенда. В творі зображений беззубим чоловіком, що досі в пошуках власної долі мандрує світом. Наприкінці твору одружується на Бетан.
- Бетан- молода дівчина, яку рятують головні герої оповіді від ритуалу друїдів. Разом із персонажами твору, вирушає у мандри заради порятунку Дискосвіту. Наприкінці твору одружується з Коеном.
- Смерть - у серії книг про Дискосвіт є персонажем чоловічого роду. Смерть рибалить, філософує, любить кошенят і смачні страви, мріє про відпустку і врешті просто виконує свою роботу: доправляє душі в інший світ. Крім цього має власний цикл творів "Смерть" вперше з`явившись у романі "Морт". Цього персонажа рано чи пізно бачать усі мешканці Дискосвіту. Це стосується і чарівників, які можуть бачити його завжди, а от більшості звичайних людей доводиться бачити його під час моменту смерті. Персонаж під час діалогів зображається великими літерами, що є особливістю героя.
- Ізабелл - донька Смерті і одна із героїнь твору "Морт".
- Ґелдер Дощевіск - один із 8 Великих Магістрів Невидної академії. Помирає від спроби повернути Восьме Заклинання, через Багаж на ніжках.
- Траймон - учень Дощевіска, що протягом роману намагається зібрати усі 8 заклинань, щоб стати могутнім чарівником та подолати червону зірку. Помирає наприкінці через неможливість приборкати книгу "Октаво".